# Écluse de la Criminelle
L'écluse de la Criminelle est une écluse à chambre unique du canal du Midi. Construite vers 1674, elle se trouve à 72,2 km de Toulouse à 137 m d'altitude. Les écluses adjacentes sont l'écluse de Tréboul à l'est et l'écluse de la Peyruque, à l'ouest.
Elle est située sur la commune de Saint-Martin-Lalande dans le département de l'Aude en région Occitanie.